# 上市公司会计监督委员会
上市公司會計監督委員會（Public Company Accounting Oversight Board，PCAOB) 是一家非营利性公司，负责监督上市公司的审计，並出具独立的审计报告。 PCAOB 还要监督经纪交易商的审计。 PCAOB 制定的標準和準則必須經美国证券交易委员会的批准才能生效。該公司根据2002年通過的萨班斯-奥克斯利法案成立。